# Apartaderos
Apartaderos – miasto w zachodniej Wenezueli, w stanie Mérida.
Leży w Andach, na wysokości 3505 m n.p.m. i jest najwyżej położonym miastem w kraju.
Żyje w nim 3541 mieszkańców.